# فصول في الثقافة والأدب
فصول في الثقافة والأدب كتاب من تأليف الشيخ علي الطنطاوي، صدرت الطبعة الأولى من هذا الكتاب سنة 2007، بعد وفاة مؤلفه بثماني سنوات، ويقع في 315 صفحة من القَطْع المتوسط (14×21).

## نبذة
وقد جمع مادّتَه ورتبها حفيد المؤلف، مجاهد مأمون ديرانية، وتحدث عنه في مقدمته التي صدّر بها الكتاب فقال: «هذا الكتاب فيه تنوّع في الموضوع وتنوّع في الزمان؛ فقد صدرت المقالات التي تؤلفه في الثلاثينيات والأربعينيات والخمسينيات، ومنها مقالات وأحاديث من الستينيات والسبعينيات، والأقل من مقالاته صدر في الثمانينيات، في السنوات الأخيرة التي نشر فيها مؤلفه -- مقالات» صور وخواطر«في جريدة» الشرق الأوسط«، بعد الفراغ من نشر ذكرياته فيها. ومنها ما كان أحاديثَ عثرتُ على مُسوَّداتها، ومنها مقالات نُشرت في صحف ومجلات قديمة متنوعة، وقليلٌ منها مخطوطات لم تُنشَر من قبل ولا أذيعت قط. وهي تتنوع في موضوعاتها وتتباين، وفيها فوائد وفيها عبر، وفيها نثر وفيها شعر، وفيها جِدّ وفيها طرائف. وقد رتبتها في الكتاب في نسق، فجمعت ما تآلف منها معاً، وبدأت بالأخفّ منها وانتهيت بالأدسم».
وفي الكتاب تسع وثلاثون مقالة، في بعضها أخبار وطرائف من التاريخ، وفي بعضها مباحث نافعة: «من نصوص الحِسْبَة»، و«وقفة على الفسطاط»، و«الإمام الأوزاعي»، و«العجيبة الثامنة»، و«ما هي السماء؟»... وبعضها يتحدث عن كتب ومؤلفين: «الأغاني للأصفهاني»، و«أسلوب الرافعي»، و«طه حسين في الميزان»، و«ابن عابدين ورسائله»... وبعضها بحوث في اللغة والأدب: «اقتراح في التعليم»، و«لغة أضاعها أهلوها»، و«آفة اللغة هذا النحو»، و«كلمة في اختيار نصوص الدراسة الأدبية»، و«في أصول الأدب»، و«حرفة الأدب». وفي نهاية الكتاب مقالتان فيهما عرض لاثنتين من نوادر المخطوطات هما «اختراع الخُراع» و«كتاب في البَيْزَرَة».

## وصلات خارجية
موقع علي الطنطاوي